# Marek Mietelski
Marek Mietelski (* 27. Februar 1933 in Krakau) ist ein polnischer Pianist und Musikpädagoge.

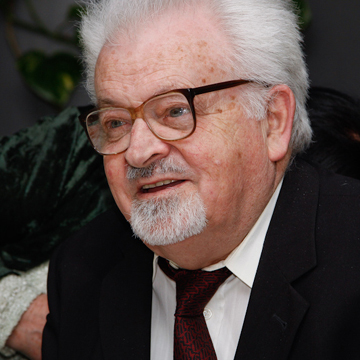

Er studierte bis 1962 Klavier bei Jan Hoffman an der Staatlichen Musikhochschule in Krakau und begann bereits während des Studiums 1960 am Staatlichen Musiklyzeum zu unterrichten. Als Stipendiat des französischen Außenministeriums vervollkommnete er seine Ausbildung 1972 bei Claude Helffer in Paris, 1974 war er Teilnehmer der Darmstädter Ferienkurse.
Er trat als Solist, Konzertpianist und Kammermusiker auf und spielte zeitgenössische Musik mit dem Zespół MW 2, dessen Mitglied er seit der Gründung 1962 war. Er nahm an fast einhundert internationalen Festivals teil und spielte mehrere Dutzend Premieren von Werken polnischer und ausländischer Komponisten. Ab 1977 unterrichtete er an der Musikakademie Krakau, wo er seit Gründung 1990 die Abteilung für zeitgenössische Musikinterpretation leitete.
Anfang der 1950er Jahre wurde Mietelski wegen politischer Untergrundarbeit von einem Militärgericht in Krakau verurteilt. 1992 wurde er rehabilitiert und erhielt vom Instytut Pamięci Narodowej den Status eines politisch Verfolgten. In den Folgejahren wurde er vielfach ausgezeichnet, u. a. mit dem Goldenen Verdienstkreuz der Republik Polen, dem Orden Zasłużony Działacz Kultury, dem Orden Weteran Walk o Wolność i Niepodległość Ojczyzny und dem Krzyż Niezłomnych.

## Quelle
- Polskie Centrum Informacji Muzycznej – Marek Mietelski